# 河本明子
河本 明子（こうもと あきこ、2月4日 - ）は、日本の女性声優。アーツビジョン所属。

## 来歴
日本ナレーション演技研究所卒業。

## 人物
趣味・特技はピアノ、クラシックバレエ、英会話、中国武術。

## 出演
太字はメインキャラクター。

### テレビアニメ
- サイレントメビウス（1998年、空港アナウンス）
- ぶぶチャチャ（1999年）[1]
- おとぎストーリー 天使のしっぽ（2001年、キャスター）
- オフサイド（2001年、絵梨）
- こみっくパーティー（2001年、海の家店員、女の子 他）
- アストロボーイ・鉄腕アトム（2003年、エナ）
- クレヨンしんちゃん（2010年、女性店員）

### OVA
- 超神姫ダンガイザー3（1999年、なつき）
- みずいろ（2003年、小野崎清香）

### ゲーム
1997年
- アルナムの翼 焼塵の空の彼方へ（マユコダ〈子役〉）

1998年
- 英雄志願 -Gal Act Heroism-（ヴァニラ）
- 風の丘公園にて（未月こよみ）
- ストリートファイターZERO3（キャミィ、ユーリ、ユーニ）
- NOëL3 / MISSION ON THE LINE（1998年 - 1999年、西村知奈〈ティナ〉） - 2作品

1999年
- 戦国美少女絵巻 空を斬る!!〜春風の章〜（渡瀬静香）
- ファーランドサーガ 時の道標（ルル、エリザベス）

2002年
- みずいろ（小野崎清香） - DC / PS2版

2005年
- NAMCO x CAPCOM（キャミィ、ユーリ、ユーニ）
- 120円の春 ¥120Stories（秋子）

2006年
- ゼルダの伝説 トワイライトプリンセス（ミドナ）

2007年
- ソウルクレイドル 世界を喰らう者（レナ）

2014年
- ゼルダ無双（ミドナ）
- 大乱闘スマッシュブラザーズ for Nintendo 3DS / Wii U / SPECIAL（2014年 - 2018年、ミドナ） - 2作品

2015年
- スーパーマリオメーカー（ミドナ）

2016年
- ゼルダ無双 ハイラルオールスターズ（ミドナ）
- ストリートファイターV（ユーニ）

2018年
- ゼルダ無双 ハイラルオールスターズDX（ミドナ）

### ドラマCD
- おとぎストーリー 天使のしっぽ Drama CD Vol.1（2001年、睦悟郎〈少年期〉）

### 吹き替え

#### 映画
- ベイウォッチ

#### ドラマ
- 新アウターリミッツ
- ドーソンズ・クリーク
- バフィー 恋する十字架（テレーサ）
- パワーレンジャー・ターボ（ビッキー）
- ゆかいなシーバー家

#### アニメ
- アングリー・ビーバーズ
- ケチャップ

### プラネタリウム
- 多摩六都科学館（リン）
- 徳島県立あすたむらんど（ナナコおねえさん）

### ナレーション

#### CM
- 新潟市ゴミの分け方、透明袋編
- 新潟市ゴミの分け方、出し方

#### VP
- トヨタ車検
- 学研トイホビー
- エッソ
- フジフイルム ポストカード（店頭用VP）

#### その他
- カフェバーK
- CS パク・シフ来日密着SP（番組ナレーション）
- 平和島競艇
- わんぱくランドプール開き